# 國立古宮博物館
國立古宮博物館（韓語：국립고궁박물관）是韩国首爾市一座位于景福宮內的国家博物馆，主要收藏朝鲜王朝的王室文物。

## 历史
国立古宫博物馆最初是朝鮮純宗1908年9月在昌慶宮建立的“帝室博物馆”。次年帝室博物馆对公众开放。 1910年8月，日本吞并朝鲜半岛后，将帝室博物馆更名为“李王家美术馆”。1938年美术馆被迁到德壽宮。
1946年3月韓國光復後，美术馆改名为“德寿宫美术馆”。1961年德寿宫事务所成立。1969年改编为国立博物馆。 1992年12月，德寿宫事务所被扩大为“宫中遗物展示馆”。 2005年3月正式命名为现在的“国立古宫博物馆”并迁址到目前在景福宮的位址。该处也是国立中央博物馆的旧址。 同年8月博物馆第一任馆长就职。经过扩建后，2007年国立古宫博物馆全面对外开放。

## 馆藏
国立古宫博物馆收藏有40,000多件朝鲜王室的文物，其中的14件被列为韩国国宝。 馆中的藏品包括朝鲜王室的文献书籍、国家礼仪、服装、教育、绘画、音乐和生活用品 以及朝鮮高宗使用过的国玺。
国立古宫博物馆同时还藏有150份《朝鮮王室儀軌》。1922年，日本吞并朝鲜半岛期间，《朝鲜王室仪轨》被掠到日本。这些《仪轨》2011年12月被退还给韩国，并一直收藏在国立古宫博物馆内。